# قهرمان رشید
قهرمان رشید (زادهٔ ۱۳۳۶ – درگذشتهٔ ۵ بهمن ۱۴۰۳)، سیاستمدار و مدیر اجرایی ایرانی و چهارمین استاندار خراسان جنوبی بود.

## سوابق اجرایی و مدیريتی
- مدیریت اماکن آموزشی و تدريس در سطوح مختلف تحصيل
- تدریس در دانشگاه
- تدریس در کلاس های عقیدتی و سياسی جهاد گران
- بخشدار بردسکن (۲ سال)
- معاونت فرمانداری تربت حیدریه (۱ سال)
- فرماندار شیروان (۳ سال)
- فرماندار کاشمر (۲ سال)
- قائم مقام صداوسیمای مرکز خراسان (۲ سال)
- مدیرکل صداوسیمای مرکز سيستان و بلوچستان (۳ سال)
- مدیرکل صداوسیمای مرکز همدان (۱ سال)
- مشاور معاون امور مجلس و استان های صداوسیمای کشور و مسئول اتاق فکر مراکز ۳۰ گانه (۵/۱ سال)
- معاون سیاسی و اجتماعی خراسان رضوی (۴ سال)
- سرپرست استانداری خراسان رضوی[۲]

## درگذشت
وی در تاریخ ۵ بهمن ۱۴۰۳ درگذشت.